# Il visionario mondo di Louis Wain
Il visionario mondo di Louis Wain (The Electrical Life of Louis Wain) è un film del 2021 diretto da Will Sharpe.
La pellicola biografica narra le vicende dell'artista britannico Louis Wain, interpretato da Benedict Cumberbatch, dalla fine del XIX secolo agli anni '30.

## Trama
1883. Diciotto mesi dopo la morte del padre, l'eccentrico e geniale Louis Wain, il figlio maggiore e unico maschio della famiglia Wain, diventa il principale sostentatore della madre e delle cinque sorelle lavorando part-time come illustratore per un giornale sotto l'editore William Ingram. Ingram gli offre un lavoro a tempo pieno, ma Wain rifiuta per cimentarsi nella musica e nella drammaturgia sperando di farne un lavoro con cui mantenere i familiari, senza che tali imprese abbiano però successo.
Emily Richardson viene assunta da Caroline, la sorella maggiore, come governante per le Wain più piccole. Emily e Louis sviluppano un'attrazione reciproca e Louis assume il lavoro a tempo pieno per mantenere la donna nella loro casa. Una notte la famiglia si dirige a teatro per vedere La tempesta; Louis viene traumatizzato a causa della sua fobia per l'annegamento e viene consolato da Emily, ma l'episodio provoca uno scandalo che porta Caroline a licenziare la governante.
Nel 1884 Louis ed Emily si sposano gettando ulteriore cattiva luce sulla famiglia Wain, in quanto Emily ha dieci anni più di Louis e di classe inferiore. I due si trasferiscono in una casa ad Hampstead dove l'uomo lavora come artista per continuare a sostenere la madre e le sorelle. Sei mesi dopo, a Emily viene diagnosticato un cancro al seno che la porterà alla morte; lo stesso giorno la coppia trova un gattino randagio che chiamano Peter e lo allevano, nonostante all'epoca fosse insolito tenere un gatto come animale domestico. Peter allevia le sofferenze di Emily causate dalla sua malattia e ispira Louis a dipingere immagini realistiche di gatti che via via diventano più insolite, rappresentando tali animali antropomorfi. In seguito a una crisi finanziaria, Ingram licenzia Wain suggerendogli di trascorrere del tempo con la moglie. Emily incoraggia Louis a mostrare i disegni dei gatti a William, che le pubblica e diventano immediatamente un grande successo. Poco tempo dopo Emily muore e Wain si immerge nel suo lavoro per far fronte alla perdita dell'amore della sua vita, perdendo gradualmente il contatto con la realtà.
Nel 1891 i disegni dei gatti di Louis sono enormemente popolari e cambiano la percezione che le persone hanno di tali animali, generando eventi e mode. Nonostante ciò la famiglia Wain rimane povera e indebitata in quanto Louis non ha mantenuto i diritti delle sue opere che vengono riprodotte senza alcun profitto per lui. A ciò si aggiunge lo sviluppo della schizofrenia della sorella più giovane, Marie; in seguito alla morte di Peter, anche Louis subisce un rapido deterioramento della salute mentale. Wain si trasferisce in America per fare successo con i suoi dipinti e risollevare la famiglia dai debiti, ma torna in Inghilterra nel 1914 su richiesta di Caroline dopo la morte della madre.
Al rientro in patria si susseguono i lutti per Louis, in quanto muoiono anche Marie e Ingram, e la famiglia cade nel degrado. Dopo un incidente che lo manda in coma, Louis ha una visione che lo porta a realizzare giocattoli di gatti a tema futuristico, che però vanno perduti quando un sottomarino tedesco affonda la nave che li trasporta. Nel 1919 muore anche Caroline e Louis ha una serie di violenti crolli mentali finché nel 1924 viene ricoverato in manicomio. Un funzionario lo riconosce e, resosi conto della sua situazione, inizia con le sorelle rimaste una campagna per raccogliere fondi affinché venga spostato in una struttura psichiatrica migliore.
Ormai anziano, Louis esce dall'ospedale in cui si trova per andare in campagna dove soleva passeggiare con la moglie, ricongiungendosi spiritualmente con lei.

## Produzione
Nel 2014 la sceneggiatura originale di Simon Stephenson è stata inserita tra le migliori sceneggiature non ancora prodotte.
Le riprese del film sono iniziate il 10 agosto 2019 a Londra.

## Promozione
Il primo trailer del film è stato diffuso il 23 settembre 2021.

## Distribuzione
Il film è stato presentato al Telluride Film Festival il 2 settembre 2021 e distribuito limitatamente nelle sale cinematografiche statunitensi a partire dal 22 ottobre 2021, e su Prime Video dal 5 novembre dello stesso anno.

## Riconoscimenti
- 2022 - London Critics Circle Film Awards[6]
  - Candidatura per la migliore attrice inglese/irlandese a Olivia Colman
  - Candidatura per il miglior attore inglese/irlandese a Adeel Akhtar
  - Candidatura per il miglior attore inglese/irlandese a Benedict Cumberbatch